# Heraclides (ministre selèucida)
Heraclides (llatí: Heracleides, en grec antic: Ἡρακλείδης) fou un home d'estat selèucida.
Fou un dels tres ambaixadors del rei selèucida Antíoc IV Epífanes (174 aC-164 aC) enviats a Roma per donar suport a la seva reclamació de Celesíria contra Ptolemeu VI Filomètor (180 aC-145 aC) i defensar la seva guerra contra aquest el 169 aC. Van fer una segona ambaixada quan es va interrompre la victoriosa cursa d'Antíoc per la missió del romà Popil·li que va imposar l'abandonament del setge d'Alexandria.
Probablement fou el mateix Heràclides favorit d'Antíoc Epifanes, que fou nomenat per aquest superintendent de finances del regne; després de la mort d'Antíoc (164 aC) i l'establiment de Demetri I Soter (161 aC-150 aC) fou enviat a l'exili per aquest rei.
En revenja va donar suport a la impostura d'Alexandre I Balas (154 aC-147 aC) que al·legava ser fill d'Antíoc Epifanes, i que va acompanyar a Roma junt amb Laòdice (la germana d'Antíoc) on amb la distribució de diners i la influència adquirida per les seves maneres populistes, va aconseguir obtenir el suport del senat romà, que li va permetre reclutar una força de mercenaris per envair Síria i va desembarcar amb Alexandre Balas a Efes. Més tard deixa de ser esmentat i se suposa que va morir o el van matar.